# Corno

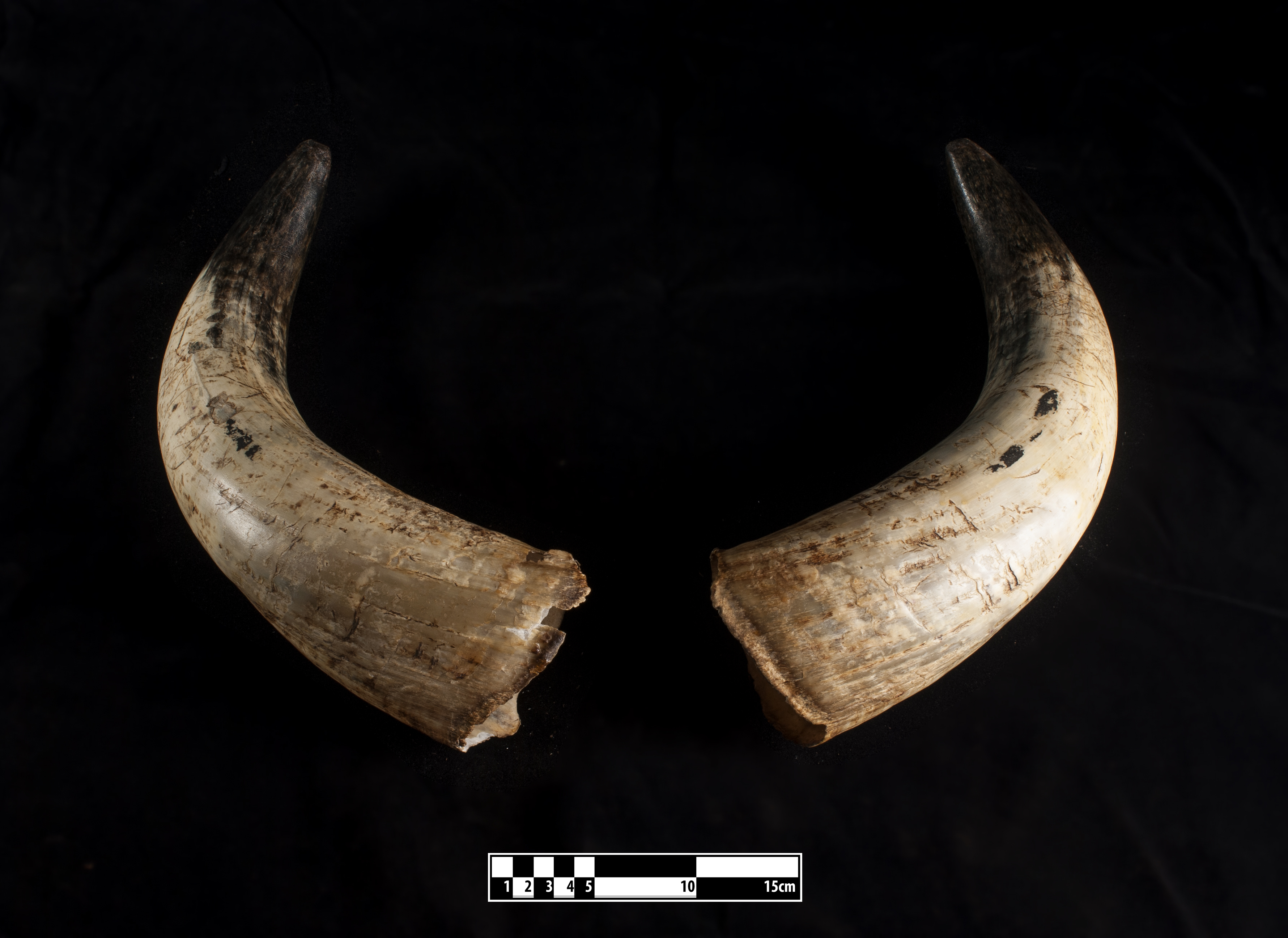
Par de cornos de búfalo em exposição no MAV/USP.

Chifres ou cornos são apêndices da cabeça de alguns mamíferos. Podem ter forma pontiaguda, como no boi, são constituídos por queratina e são estruturas permanentes e crescem de modo contínuo, não sendo trocados durante a vida do animal. Possuem uma base óssea conferidas pelos processos córneos dos ossos frontais. Esta estrutura não possui irrigação como em galhadas.
Os cornos são encontrados tanto em fêmeas como em machos, porém o dos machos costuma ser mais maciço. Outro fator que causa variação é a raça do animal.
Nos animais da ordem Artiodactyla, à qual pertencem o boi, a cabra e os antílopes, os cornos são ósseos e crescem sobre a fronte; na girafa, são também ósseos, mas não possuem bainha queratizinada, constituídos por ossicones. Nos rinocerontes, que são animais da ordem Perissodactyla, os cornos, ou chifres-nasais, são de origem dérmica, sem um núcleo e estão colocados sobre os ossos nasal ou frontal, em posição média.

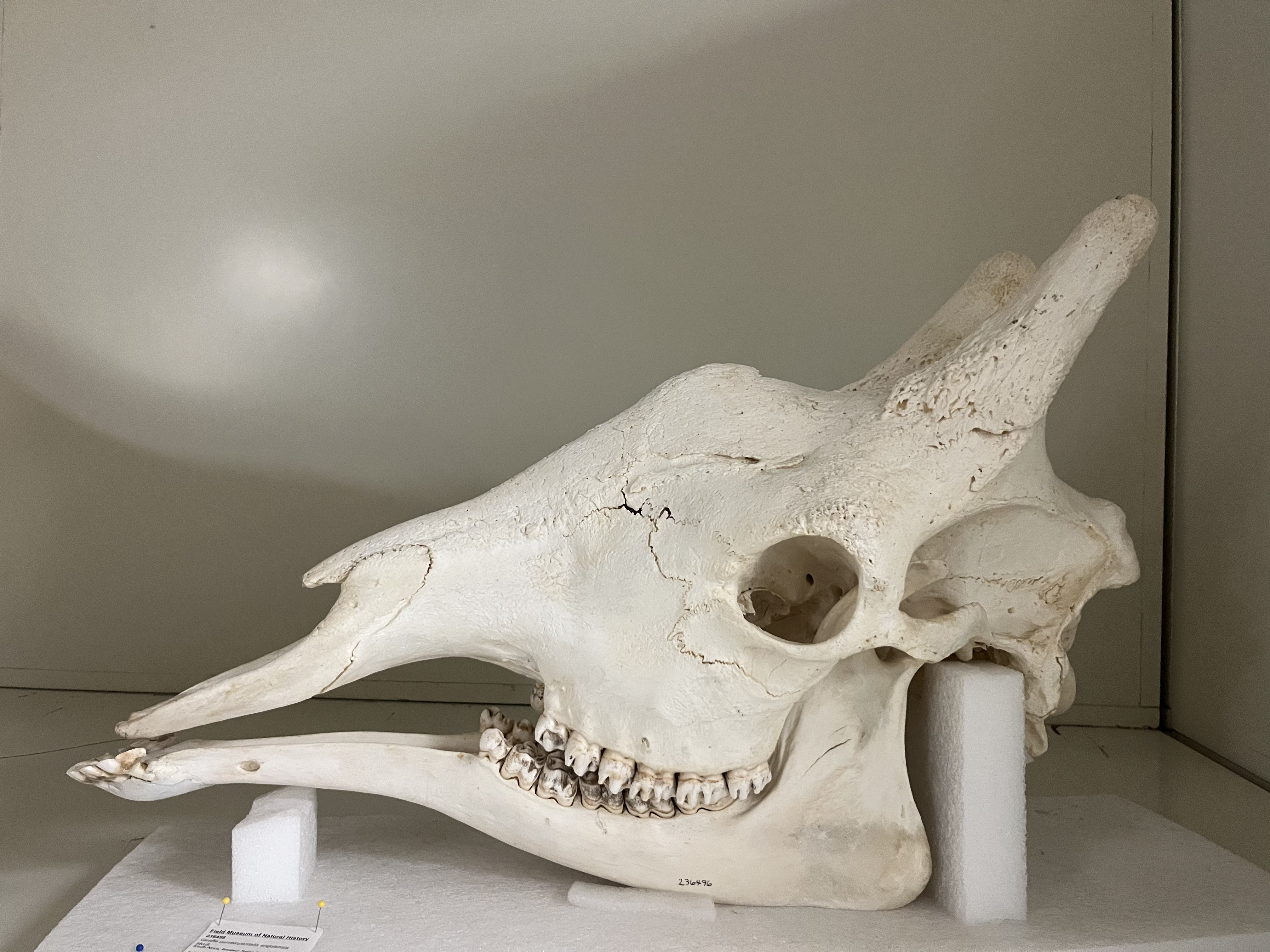
Ossicones de girafa

Vários outros grupos de animais possuem apêndices na cabeça, como as antenas dos artrópodes e, por vezes, principalmente quando são fortes, são também (embora errôneamente) chamados cornos; outro exemplo são os "cornos" dos caracóis.

## Nomenclatura

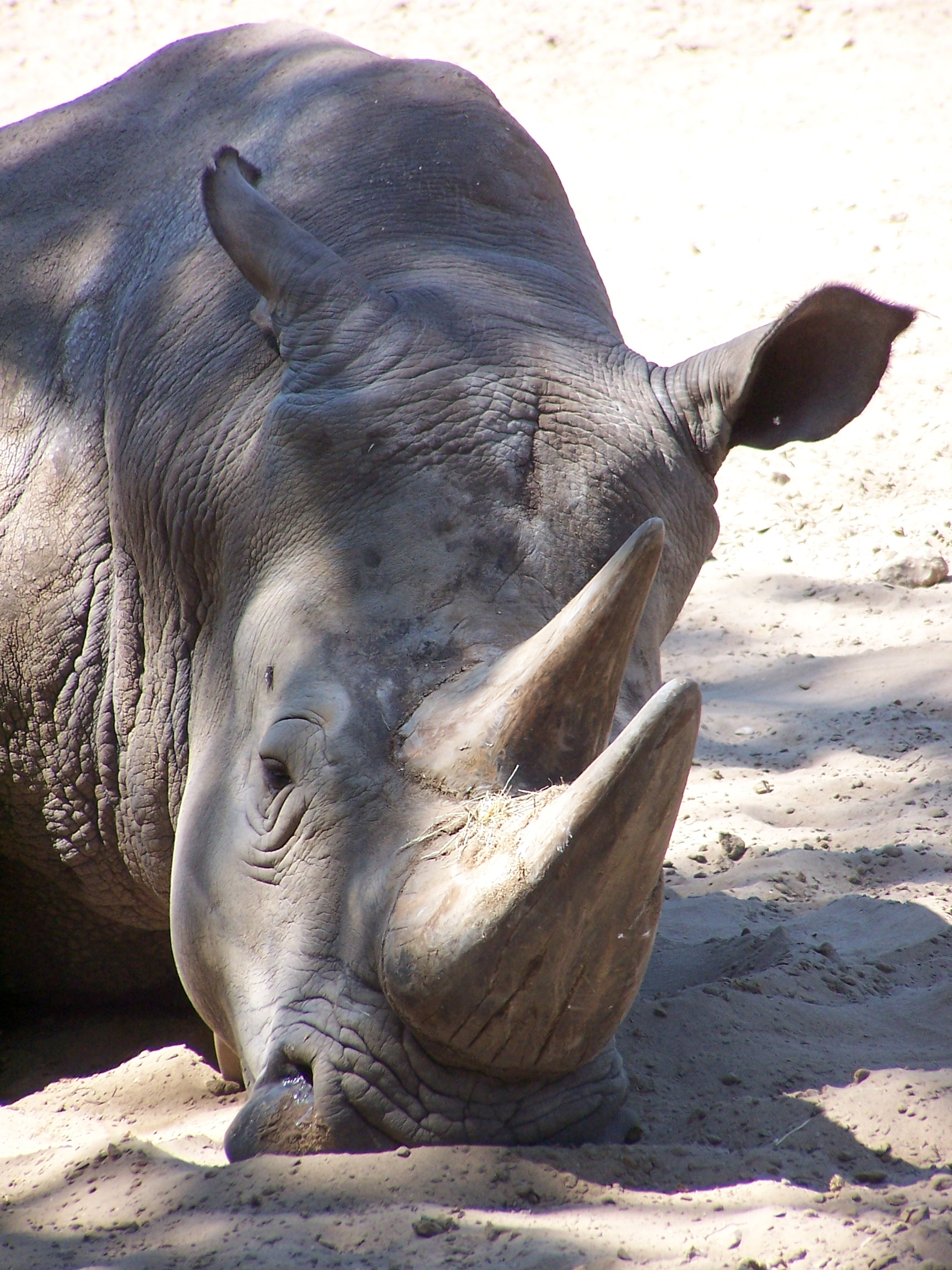
Cornos de rinoceronte

Podemos encontrar tipos de cornos ou estruturas semelhantes em mamíferos.
- Cornos verdadeiros ou chifres: nos ruminantes, são ocos com epiderme queratinizada que reveste uma projeção óssea do crânio. São permanentes, não-ramificados, podem ser curvados, crescem continuamente e ocorrem em ambos os sexos.
- Galhadas: em veados e cervos, são estruturas ramificadas e quando maduros são compostos de ossos sólidos. Elas caem após a estação reprodutiva.[2]

Os termos "corno" e "galhada" são comumente usados de maneira intercambiável, mas na terminologia científica são bastante diferentes. Cornos, como já definido, são uma estrutura permanente constituída por queratina e que não possui irrigação, enquanto que galhadas são processos ósseos cobertos por pele e que possuem irrigação. São estruturas temporárias sendo renovadas durante a vida do animal, diferentemente dos cornos.